# حدة البصر
حدة البصر هي الحدة أو وضوح الرؤية، والتي تعتمد على وضوح التركيز في الشبكية في العين والحساسية التفسيرية القادمة من الدماغ. إتفق عالميا على قياس حدة البصر بواسطة علامات معينة، مثل مخطط سنيلين التقليدي الذي يتكون من أحرف مختلفة الأحجام، تعتمد هذه القياسات على طريقة علمية خاصة بناء على حقائق بصرية وفسيولوجية.

نموذجية سنيلين التخطيطي لإجراء إختبارات حدة البصر.

قياس قوة العين في التمييز بين الأحرف. والحدة العادية تؤخذ على أنها قابلية التمييز بين الحروف الكبيرة المضاءة بشكل مناسب، وتقابل خمس درجات في العين، ويكون عرض كل حرف درجة واحدة. ويجري الفحص في أوروبا على بعد 6 مترات، وتقرأ النتيجة كجزء يكون بسطه هو المسافة التي جرى فيها الاختبار، والمقام هو المسافة التي يجب أن تقرأ بالعين الصحيحة، وتكون الرؤيا العادية هي 6/6، 6/12 عندما تقرأ العين على مسافة 6 مترات بينما تكون الرؤيا العادية على بعد12 متراً، وقد قل استعمال هذه القراءة.

## أنواع الاختبارات
- -نموذج لوحة سنلين: على الرغم من تعدد الاختبارات والمقاييس التي تقيس حدة الإبصار إلا أن لوحة سنلن تعد الأوسع انتشارا وتفضيلا بين الكثير من أطباء العيون. وهي تتكون من قائمة صفوف من الحرف الهجائي الإنجليزي متدرجة الحجم من أعلى إلى أسفل.وصممت هذه اللوحة بطريقة حسابية بحيث يستطيع الإنسان الطبيعي أن يرى فتحات الحرف على بعد 6 أمتارمن اللوحة، وهذه العلامات رسمت بحيث أن حجمها يشكل زاوية مقدارها خمسة دقائق على البؤبؤ، وفتحة الحرف تشكل زاوية مقدارها دقيقة واحدة على البؤبؤ، كما وأن حجم العلامة يساوي 5 أمثال عرض الخط.ويعبر عن حدة الإبصار في صورة كسر اعتيادي يمثل قيمة البسط فيه المسافة بالمتر أو القدم بين المفحوص واللوحة، فإذا استطاع المريض رؤية العلامات وفتحاتها في الصف الأخير يقال أن حدة البصر لديه 6/6 أما إذا تمكن من قراءة السطر الذي قبله ولم يتمكن من قراءة السطر الأخير فإن حدة إبصاره هي 6/9 وهكذا كما يلي:6/6، 6/9، 6/12،6/18، 6/24، 6/36، 6/60 .

وعلى الرغم من انتشار لوحة سنلين على نطاق واسع، إلا أن هناك شبه إجماع بين الباحثين على أنها تقتصر على مجرد قياس الحدة العامة.
- -نموذج لوحة سنلين المتطورة: هو نموذج مطور عن لوحة سنلين التقليدية، ولكن استخدمت فيها أحرف هجائية بدلا من استخدام حرف الـ E .وهي تتكون من قائمة صفوف أو سطور من الحروف الهجائية متدرجة الحجم من الأعلى إلى أسفل. حيث تبدأ الحروف في أعلى القائمة كبيرة، وتأخذ في الصغر تدريجيا حتى تنتهي إلى أقل حجم في أسفل اللوحة.
- -نموذج لوحة لاندولت: طريقة عمل هذه اللوحة شبيهة بطريقة عمل لوحة سنلين ولكنه يستخدم فيها الحرف الهجائي " C " ويتم تنويع الطريقة التي يوضع بها هذا الحرف فإما أن تتجه فتحته إلى أعلى، أو إلى أسفل، أو يسارا، أو يمينا.وفي هذه الطريقة يقف الشخص على بعد 6 أمتار، فإذا لم يستطع تمييز الحرف الكبير يقترب من اللوحة على بعد 5 أمتار، أما إذا لم يتمكن من رؤيتها يقترب 4 أمتار وهكذا يستمر الشخص في الاقتراب على التوالي 6م، 5م، 4م، 3م، 2م، 1م، 70سم، 60سم، 25سم.فإذا لم يتمكن الشخص من الرؤية على بعد 25سم السطر الأول. يسلط على عينيه الضوء فإذا استطاع تمييز الضوء فإن قوة إبصاره يعبر عنها بإحساس P.L أما إذا لم يستطع الإحساس بالضوء فإنه في هذه الحالة يعتبر كفيف.
- -اختبارالمروحة الأسطوانية: تستخدم في تشخيص اللابؤرية (الاستجماتيزم). وهي عبارة عن مروحة نصف دائرية تظهر فيها الخطوط متساوية، وتثبت هذه المروحة فوق عمود ويجلس المريض على بعد 6 أمتار، فإذا استطاع المريض رؤية الخطوط بوضوح، حيث يرى الصورة على هيئة خطين كل منهما يشكل بؤرة خاصة، فهذا يعني أنه لا يعاني من الاستجماتيزم، أما إذا لم ير هذه الخطوط واضحة، فإن العدسة الأسطوانية المصححة توضع بحيث يكون محورها عموديا على الخط الذي يذكر المريض بأنه غير واضح.
- -مقياس باراجا: أو مقياس الكفاءة البصرية. يتضمن هذا المقياس عددًا من المُثيرات البصرية مثل: الأشكال هندسية مختلفة الحجم والشكل. يقوم هذا الاختبار بتشخيص وقياس الكفاءة البصرية للإنسان وذلك بهدف تقدير إمكانية استفادة ضعاف البصر من بقايا البصر واستغلالها بشكل جيد. ويميز هذا الاختبار عدة أمور في البصر منها:

1- تمييز الرموز والأشكال المجردة وإعادة رسمها.
2- التعرف والتمييز واستخدام صور الأشياء والأشخاص وصور الحوادث المختلفة.
3- إدراك العلاقة بين الصور والأشكال المجردة والرموز.
4- ضبط حركة العينين، وتمييز الأشكال والألوان.
5- معرفة وإدراك الرموز في أشكالٍ مُختلفةٍ، وإعادة رسمها.
6- الوعي بالإشارة البصرية، كأن يحرك الشخص رأسه أو عينيه باتجاه الضوء.
7- تمييز الأشياء.
8- تذكر التفاصيل والعلاقة بين الأجزاء والتمييز بين الشكل والخلفية.
- -جهاز كيستون للمسح البصري: يعتبر جهاز كيستون للمسح البصري أول جهاز لقياس تآزر العينين في ظروف مشابهة لظروف عملية القراءة.يمكن اختبار كل عين على حدة في الوقت الذي تكون فيه العينان مشتركتان في الرؤية. وهو يستخدم في اكتشاف الأطفال الذين يعانون من قصر النظر، طول النظر، الاستجماتيزم، عدم التوازن الرأسي وعدم التوازن الجانبي، خلط النقط البعيدة، القدرة البصرية للعينين معا، المستويات الثابتة، خلط النقط القريبة. ويعد هذا الجهاز من الأدوات المفيدة في عيادات القراءة العلاجية، ووسيلة لانتقاء الأطفال الذين يعوزهم مزيدا من الفحص.
- بطاقات تقدير القراءة: صمم هذا الاختبار من قبل نقابة الأطباء الأمريكية، وهو عبارة عن بطاقة مثبتة على عصا وتوضع على بعد (14) بوصة من العين، ويقرأ المفحوص السطر الأول من البطاقة بعين واحدة بينما تبقى العين الأخرى مغلقة، وإذا استطاع قراءته فإن حدة إبصاره 14/14 وكفايته البصرية بنسبة 100، أما إذا لم يتمكن من قراءته واستطاع قراءة السطر الذي يليه فإن حدة إبصاره تصبح 21/14 وكفايته البصرية بنسبة 5 ,91 وهكذا ستنخفض النسبة المئوية كلما انخفض في قراءة أحد السطور تدريجيا.

## قياس حدة البصر عند الأطفال
تختلف الطرق المستخدمة مع الأطفال عن تلك التي تستخدم مع البالغيين. وتختلف أيضا حسب المرحلة العمرية لدى الأطفال:
أ-الأطفال من عمر سنة إلى سنتين.يتم فحصهم عن طريق الاختبرات التالية:
1- اختبار الكرات المتدحرجة:, وفيه يتم اختبار حدة بصر الأطفال من عمر 8 أو 9 شهور وتستخدم كرة بيضاء (3مل تقريبا)، يتم وضعها على لوح أسود يبلغ طوله من 3-6 أمتار ويوضع الطفل على الأرض فإذا تمكن الطفل من رؤية الكرة سوف نجده يذهب إليها حبوا وهذا الاختبار يفيد في قياس قدرة عين الطفل على التعقب.
2- اختبار الكرات الثابتة: يتم اختبار حدة بصر الأطفال وذلك بوضع كرة بيضاء على حائط غامق اللون على مسافة ثلاثة أمتار، ويجلس الطفل على رجل أمه فإذا تمكن الطفل من رؤية الكرة نجده يقوم بالإشارة إليها بيده.
3- اختبار الكرات الملونة: تتكون من عدد من الكرات الملونة توضع على مسافة من (60 – 90 سم)، أما الطفل المعوق بصريا أو لديه تخلف عقلي فغالبا ما نجد أن القدرة البصرية لديه تتطور ببطء ولذلك فهو غالبا غير قادر على الاستجابة إذا كانت الكرة أبعد من (60سم) وقد لا يزيد وضع الكرة عن (45سم).
4- اختبار الحروف الأبجدية: في هذا الاختبار يطلب من الطفل التمييز بين الحروف المختلفة ولكنه لا يتطلب القدرة على تسمية هذه الحروف إذ يطلب من الطفل أن ينظر للحروف المفردة على مسافة (3 أمتار) أو على مسافة (6 أمتار)، ويحمل الفاحص بطاقة مكتوب عليها حرف واحد ويطلب من الطفل تعيين الحرف الذي يشبه الحرف المعروض والحرف المطبوع على البطاقة أمامه.
ب- الأطفال من عمر (3-5) سنوات:
1- لوحة جوغرن: وهي عبارة عن رسم ليد بقياسات مختلفة واتجاهات مختلفة، ويطلب من الطفل أن يوجه يده حسب اتجاه الرسم وهو يفيد أيضا الأطفال الصم والمتخلفين عقليًا.
2- لوحة فووكس: هذه اللوحة مشابهة للوحة سنلين، ولكن بدلا من استخدام رموز لحروف هجائية، فقد استخدمت رسوم وصور مختلفة لحيوانات بحيث يسهل على الطفل تمييزها، وكذلك يستخدمها الأشخاص الأميون.

## : قياس زاوية الرؤية
وهو قياس لمجال الرؤية البصرية، وهي المنطقة التي تُرى بواسطة العين في لحظة معينة، وتدعى المنطقة التي ترى عند الجانب الأنفي بساحة الرؤية الأنفية، أما المنطقة التي ترى عند الجانب الوحشي فتدعى بساحة الرؤية الصدغية، وقد توجد أحيانا بقع عمياء في أجزاء من ساحة الرؤية غير منطقة القرص البصري، وتدعى مثل هذه البقع العمياء «العتمات» وتنجم عادة من حالات سمية مثل التسمم بالرصاص أو الإفراط في التدخين ويتم قياس مجال الرؤية للأسباب التالية:
1-التأكد من عدم وجود ارتفاع في ضغط العين(الجلوكوما).
2-التأكد من عدم وجود التهاب الشبكية الصبغي.
3-التأكد من سلامة العصب البصري.
4-التأكد من سلامة وظائف الشبكية وعدم وجود انفصال بها .
ويتم قياس زاوية أو مجال الرؤية عن طريق عدة اختبارات وهي: اختبار المقارنة بالمواجهة، مقياس شاشة جيروم، لوحة أمسلر،) قياس ميدان الرؤية المحيطي.

## طرق تشخيص الحول
هناك طريقتين شائعتين لتشخيص حالة الحول وهما.
1- اختبار عصا مادوكس: وهو عبارة عن عدد من النبضات الأسطوانية الزجاجية لونها احمر مثبتة داخل إطار معدني ذو مقبض ولها القدرة على تحويل نقطة بيضاء من الضوء إلى خط أحمر، حيث أن هذا الخط يكون زاوية مقدارها 90 ْ مع المحور الطولي للقبضات، يـقوم الطبيب بوضـع الإطار التجريبي على عين المريض، توضع عصا مادوكس أمام العين المراد فحصها، ويشار للمريض أن ينظر إلى مصباح على مسافة 6 أمتار . وإذا كانت الاسطوانات في الوضع الأفقي، فالمريض يرى بالعين المكشوفة المصدر الضوئي عبارة عن نقطة مضيئة، بينما يرى بالعين الأخرى خط عمودي واحد، فإذا كانت العين سليمة كانت النقطة المضيئة في منتصف الخط .
أما إذا كانت العين مصابة بحول كامن كانت النقطة تقع على أحد جانبي الخط، ثم يغير وضع عصا مادوكس إلى الوضع العمودي للاسطوانات، فيكون الخط المرئي أفقيا، والنقطة المضيئة في منتصفة، فإذا كان المريض يعاني من حول علوي يرى الخط والنقط المضيئة تحت، أما إذا كان يعاني من حول سفلي فيرى الخط والنقطة المضيئة من فوق .
2- الفحص بالتغطية: يقوم فيه طبيب العيون بمواجهة المريض ويشير له بإصبع واحد أو قلم ويثبت المريض نظره على هذا الإصبع أو القلم فيبدو شكل العين طبيعيا ولا يظهر حول، ثم تغطى أحد العينين. والمريض مازال إبصار عينيه على الإصبع، فإذا كان بهما حول كامن فأنه قد يتضح فيهما الحول، ثم سرعان
ما تعدل العين وضعها، وتبدو طبيعية أما إذا ظهرت بمجرد رفع الغطاء فيثبت ذلك أنه ليس فيهما حول، فتكون طبيعية ويكرر نفس الفحص للعين الأخرى.

## تشخيص عمى الألوان
.إن الشخص الطبيعي الذي يرى الألوان طبيعية يمتلك ثلاث صبغات مخروطية بكميات طبيعية ويسمى ذو الثلاثة ألوان . أما إذا كان هناك صبغتين ملونتين من المخاريط يسمى ثنائي الألوان أما إذا كان هناك صبغة ملونة من المخاريط يسمى أحادي الألوان .
طرق فحص تمييز الألوان:
1-طريقة ألواح أو صفائح ايشيهارا (Ishihara plate).
2-طريقة هاري راند ديتر (Hary rand ditter).
3-منظار الألوان الغير طبيعية (Anomalo scope).
نهاك عدة أنواع من حالات عمى الألوان وتلك الأنواع هي:
- أحادي اللون(1) : وهذا النوع لا يوجد في عينيه خلايا من نوع المخاريط وإنما خلايا العصي، وأشخاص من هذا النوع يعانون من ضوء النهار لأنه يكون ساطعا جدا بالنسبة لهم، كما يعانون من عدم حدة الرؤية .
- أحادي اللون(2) : وهذا النوع لديه نوع واحد من المخاريط الفعالة إضافة إلى خلايا العصي، وهذين النوعين من الناس (أحادي اللون1 ، أحادي اللون (2) يميزون الألوان على شكل تدرجات في شدة الإضاءة، أي شبيه بصورة الأبيض والأسود .
- ثنائي اللون(1) : وهذا الشخص ينقصه المخاريط الحساسة للون الأحمر، ولهذا يستطيع تمييز اللونين الأزرق والأصفر، بينما يرى الألوان: برتقالي، أصفر، أخضر كاللون الأزرق، والأحمر يراه باللون الأصفر، وهذا النوع تجد رجلاً واحدًا من كل مائة رجل مصاب بهذا المرض .
- ثنائي اللون(2) : وهذا الشخص ينقصه المخاريط الحساسة للون الأخضر، وعادة لا يميز بين اللون الأحمر والأخضر، وهذا أكثر أنواع عمى الألوان شيوعا، حيث يوجد 5 رجال من كل مائة رجل مصابون بهذا المرض .
- ثنائي اللون(3) : وهذا الشخص ينقصه المخاريط الحساسة للون الأزرق . يرى الأحمر والأصفر والبرتقالي بلون أحمر، والأزرق والأخضر والبنفسجي بلون أخضر مزرق .وهذا النوع من حالات عمى الألوان نادر.

- وذمة برلين.